# Mitsui-Kunstmuseum

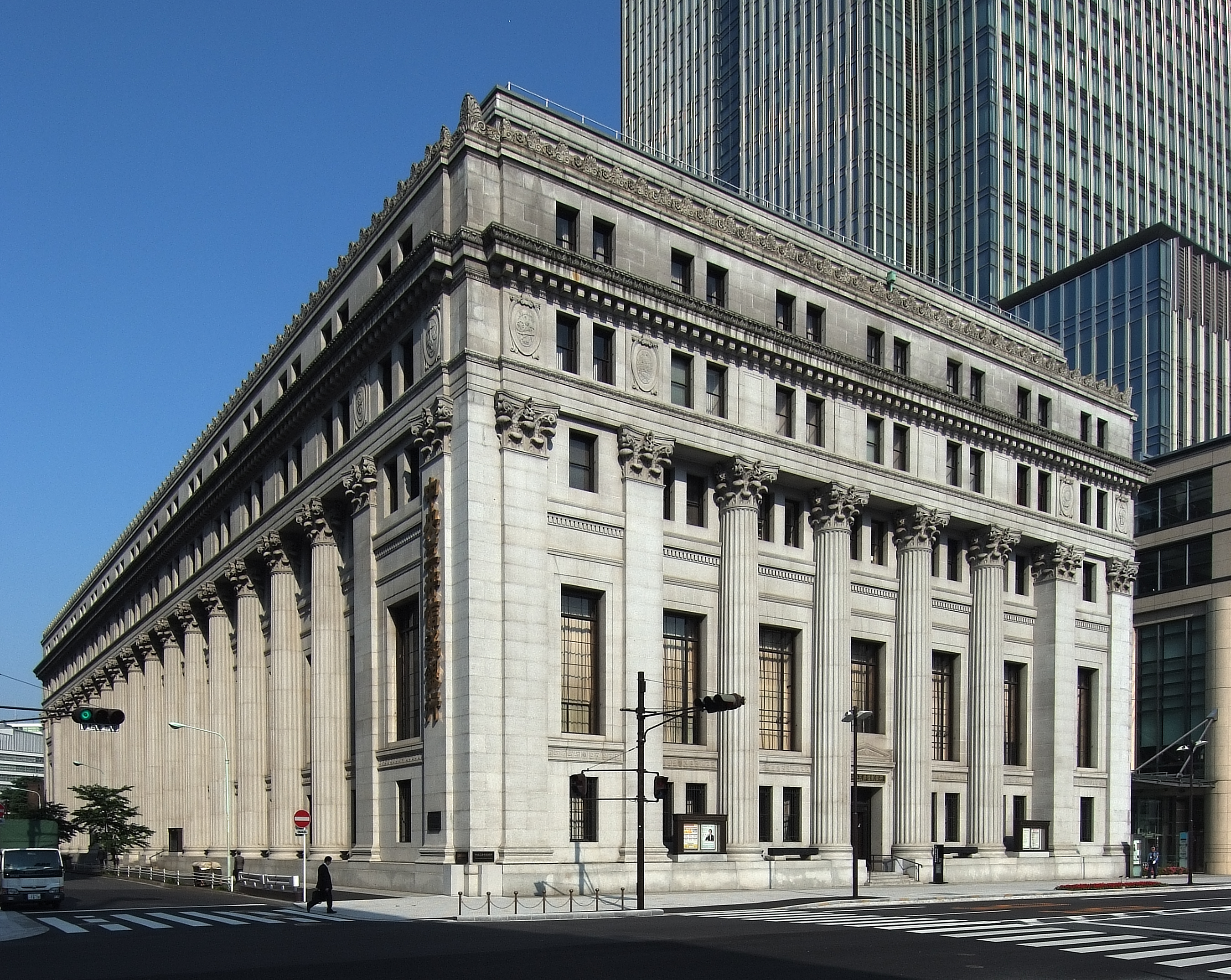
Das Museum befindet sich in der obersten Etage

Das Mitsui-Kunstmuseum (japanisch 三井記念美術館, Mitsui Kinen Bijutsukan) in Tokio zeigt Kunst und Kunsthandwerk aus dem Besitz der Familie Mitsui, von denen verschiedenes zu den Nationalschätzen Japans gehört. 

## Übersicht
Die Unternehmer-Familie Mitsui, die bereits in der Edo-Zeit zu Wohlstand gekommen war, verzweigte sich im Laufe der 300-jährigen Geschichte, so dass es heute sechs Hauptzweige und fünf Nebenzweige gibt. Für die Dokumente der Familien und weitere Dokumente wurde 1918 ein Gebäude für die Sammlung, der „Mitsui Bunko“ in Shinagawa, errichtet. Später wurde die Sammlung in den Bezirk Nakano verlegt. Für die Kunst- und Kunstgewerbeschätze der Kita-Mitsui, Shinmachi-Mitsui und Minami-Mitsui wurde 1985 ein eigenes Gebäude, der „Mitsui-Bunko Annex“, neben dem Bunko errichtet. Der Besuch der Sammlung zu Studienzwecken ist nach Anmeldung möglich.
Seit 2005 wird die Sammlung in wechselnden Ausstellungen in der Innenstadt (Nihonbashi) gezeigt, und zwar wird dafür eine Etage in der Hauptverwaltung des Mitsui-Konzerns genutzt.

## Nationalschätze
- Stellschirmpaar mit Kiefern im Winter (雪松図, Sesshō zu) von Maruyama Ōkyo.
- Shino-Teeschale von U no Hanagaki (卯花墻).
- Kurzschwert, Hyūga Masamune (日向正宗) zugeschrieben.
- Kurzschwert, Tokuzenin Sadamune (徳善院貞宗) zugeschrieben. 14. Jahrhundert.
- Schriftstück von Fujiwara no Sadaie (藤原定家), 1201.
- Beschriftete Kupferplatten als Grabbeigaben (銅製船氏王後墓誌, Dōsei funashi ogoboshi), Kofun-Zeit.

Weiter besitzt das Museum 20 „Wichtige Kulturgüter“.

## Galerie

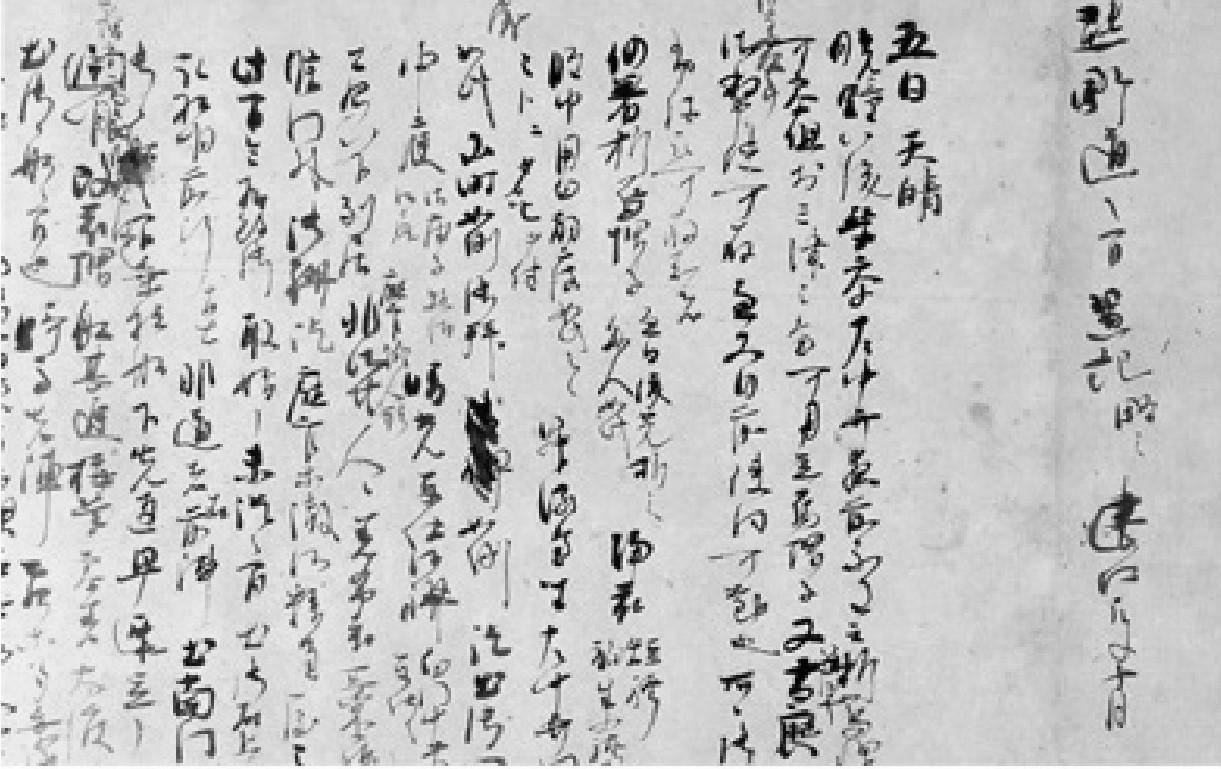
Notizen des Fujiwara no Sadaie
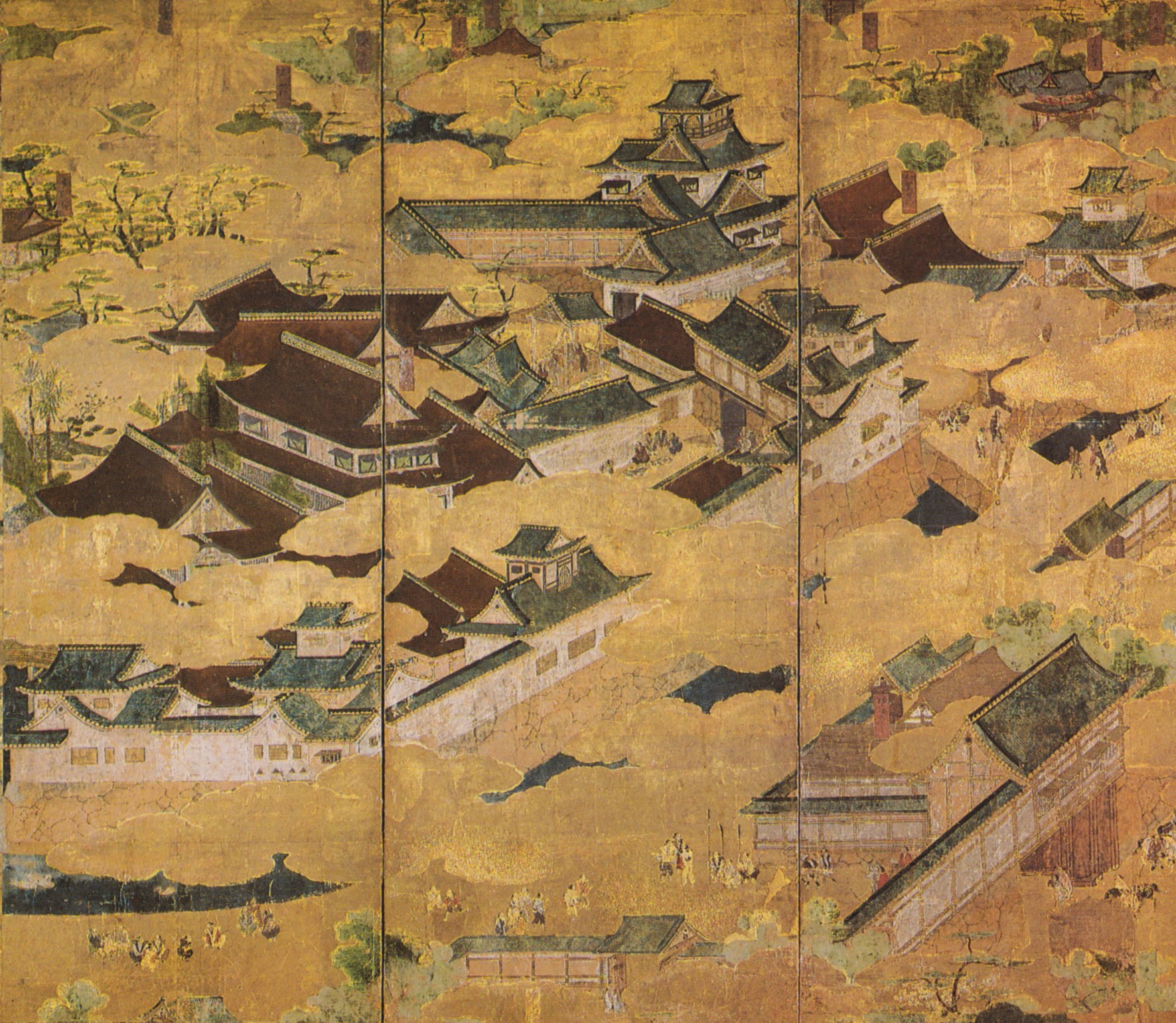
Jurakudai[Anm. 1]-Stellschirm (Ausschnitt)
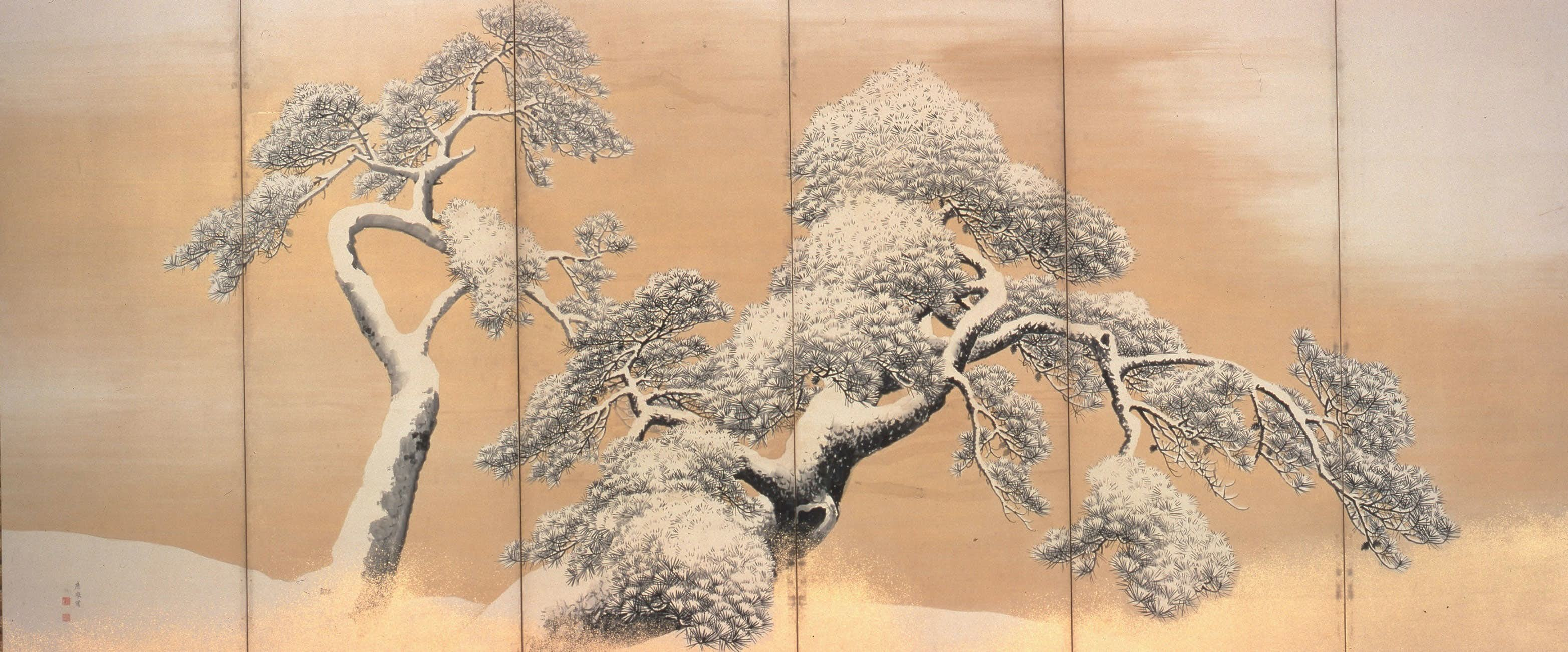
Schnee auf Kiefern, linker Stellschirm
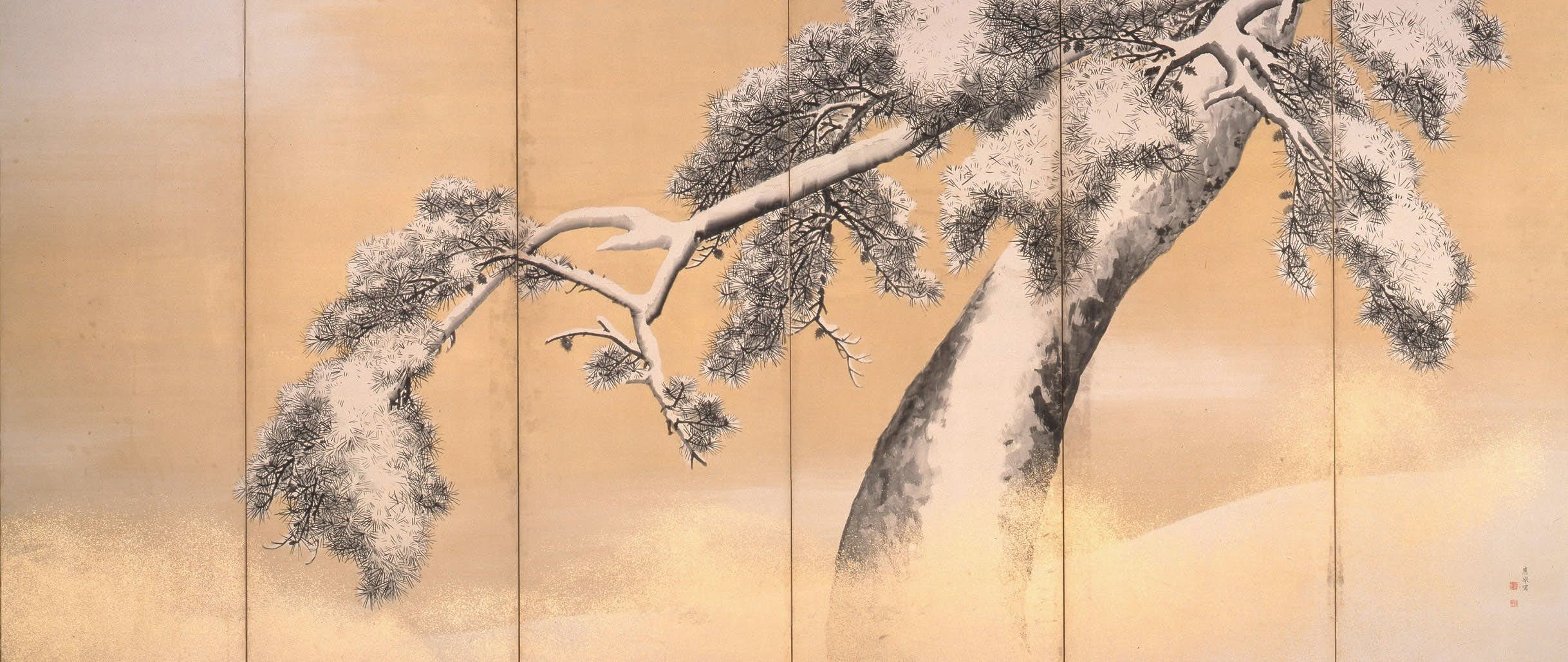
Schnee auf Kiefern, rechter Stellschirm